# Даниил Бангорский
Даниил Бангорский (Дейниол, англ. Saint Deiniol; умер в 584 году) — первый епископ Бангора в валлийском королевстве Гвинед. Считается, что современный Бангорский собор находится на месте монастыря, основанного святым Даниилом. Даниил (англ. Daniel) — латинизированный вариант валлийского имени Дейниол.
Почитается как святой в католицизме, англиканстве и православии. День поминовения — 11 сентября.

## Биография
Согласно «Жизни святого Даниила» он был сыном короля Северных Пеннин Динода Толстого, сына Пабо Опоры Британии. Семья потеряла владения в Северной Англии, но им дал землю король Поуиса Кинген ап Каделл. Динод был весьма религиозным и основал монастырь в Бангор-он-Ди .
Даниил учился у святого Кадока Мудрого из Лланкарфана. Вскоре он покинул Поуис и перебрался в Гвинед, где основал Бангорский монастырь под покровительством Майлгуна ап Кадваллона, который наделил его землями и привилегиями. Даниил провёл здесь остаток своих дней в качестве аббата и епископа.
Около 545 года Даниил вместе со святым Давидом присутствовал на синоде Лландеви-Бреви. По всей видимости, там святой Давид рукоположил его в сан епископа. Согласно «Анналам Камбрии», Даниил умер в 584 году и был похоронен на острове Бардси.
Святой Даниил особенно почитается в Северном Уэльсе. Ему посвящён Бангорский собор и ряд церквей в небольших городках и деревнях в Уэльсе. В 1896 году Уильям Гладстон посвятил ему библиотеку в Хавардене, графство Флинтшир.